# Operculina ampliata
Operculina ampliata là một loài thực vật có hoa trong họ Bìm bìm. Loài này được (Choisy) House mô tả khoa học đầu tiên năm 1906.